# 金岡 (飛島村)
金岡（かなおか）は、愛知県海部郡飛島村にある地名。当地域には住居がないため、人口はない（2015年10月1日現在、国勢調査による）。

## 地理
飛島村東端部に位置する。東は名古屋市港区金城ふ頭、西は木場、南は東浜、北は日光川を隔て名古屋市港区藤前に接する。

## 歴史

### 沿革
- 1971年（昭和46年） - 埋立地の一部に対して金岡の地名を付けた[1]。

## 学区
市立小・中学校に通う場合、学区は以下の通りとなる。また、公立高等学校に通う場合の学区は以下の通りとなる。
| 番・番地等 | 小学校           | 中学校           | 高等学校 |
| ---------- | ---------------- | ---------------- | -------- |
| 全域       | 飛島村立飛島学園 | 飛島村立飛島学園 | 尾張学区 |

## 交通

### 道路
- 伊勢湾岸自動車道（名港トリトン：名港西大橋）
- 国道302号（名古屋環状2号線）

## 施設
- グレートマリン北緯35度3分53.7秒 東経136度49分51.8秒 / 北緯35.064917度 東経136.831056度
- 丸一鋼管名古屋工場北緯35度3分43.3秒 東経136度49分46.2秒 / 北緯35.062028度 東経136.829500度
- 川崎重工業名古屋第二工場北緯35度3分28.2秒 東経136度49分43.6秒 / 北緯35.057833度 東経136.828778度
- 三菱重工業名古屋航空宇宙システム製作所飛島工場北緯35度3分17.7秒 東経136度49分41.3秒 / 北緯35.054917度 東経136.828139度

## その他

### 日本郵便
- 郵便番号 : 490-1445[3]（集配局：弥富郵便局[7]）。